# Lampropeltis californiae
La serpiente real de California (Lampropeltis californiae) es una especie de serpiente de la familia Colubridae. Se distribuye por los estados de California, Oregón, Nevada, Utah y Arizona en EE. UU., y en Baja California y Sonora en México. También ha sido introducida en la isla de Gran Canaria, España donde es una especie invasora y se está desarrollando un programa de control. Hasta recientemente se la consideraba una subespecie de Lampropeltis getula.
Es una especie por lo general terrestre y puede encontrarse en una gran variedad de hábitats: bosques, zonas de matorral, prados, pantanos, desiertos, zonas de cultivo, etc. Es una especie común en el mercado de mascotas. Tiene una gran variedad de fases de coloración. Esta serpiente es reconocida por ser sociable con el ser humano.[cita requerida]

## Descripción

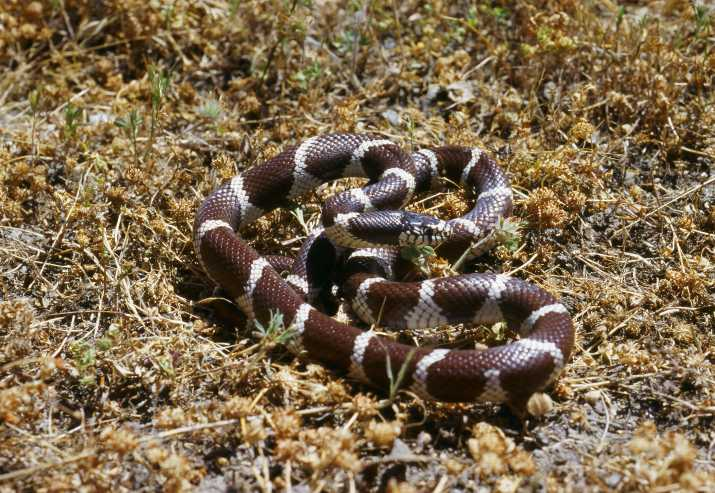
Ejemplar mostrando una coloración típica.

Su patrón de coloración la diferencia de otras especies de su género. Es de color negro o marrón oscuro con bandas blancas o crema alrededor de todo el cuerpo. Algunas poblaciones en determinadas zonas muestran patrones diferentes, con solo una banda blanca en la zona del cuello o incluso siendo los adultos completamente negros. Suele medir entre 76 y 122 cm, pero puede llegar a medir hasta alrededor de dos metros de longitud.

## Dieta
Es una serpiente constrictora, lo que quiere decir que mata por asfixia. Ataca a su presa hasta inmovilizarla con su cuerpo, aportando presión hasta que muere. Se alimenta de pequeños mamíferos como ratones, salamandras, lagartos, ranas, crías de pollos, etc. Es inmune al veneno de la serpiente de cascabel Crotalus durissus pudiendo cazarla y alimentarse de ella.[cita requerida]

## Muda
Muda su piel aproximadamente cada 3 semanas de jóvenes y de 3 a 4 meses de adultas. La muda significa el crecimiento de la serpiente. Al mudar la piel empieza a tomar un color más claro llegando a clarearse el color de los ojos. Esto se debe principalmente a que estas serpientes mudan completamente toda la piel, incluyendo los ojos. Mudan desde la punta de la nariz a la punta de la cola.[cita requerida]